# Böbikon

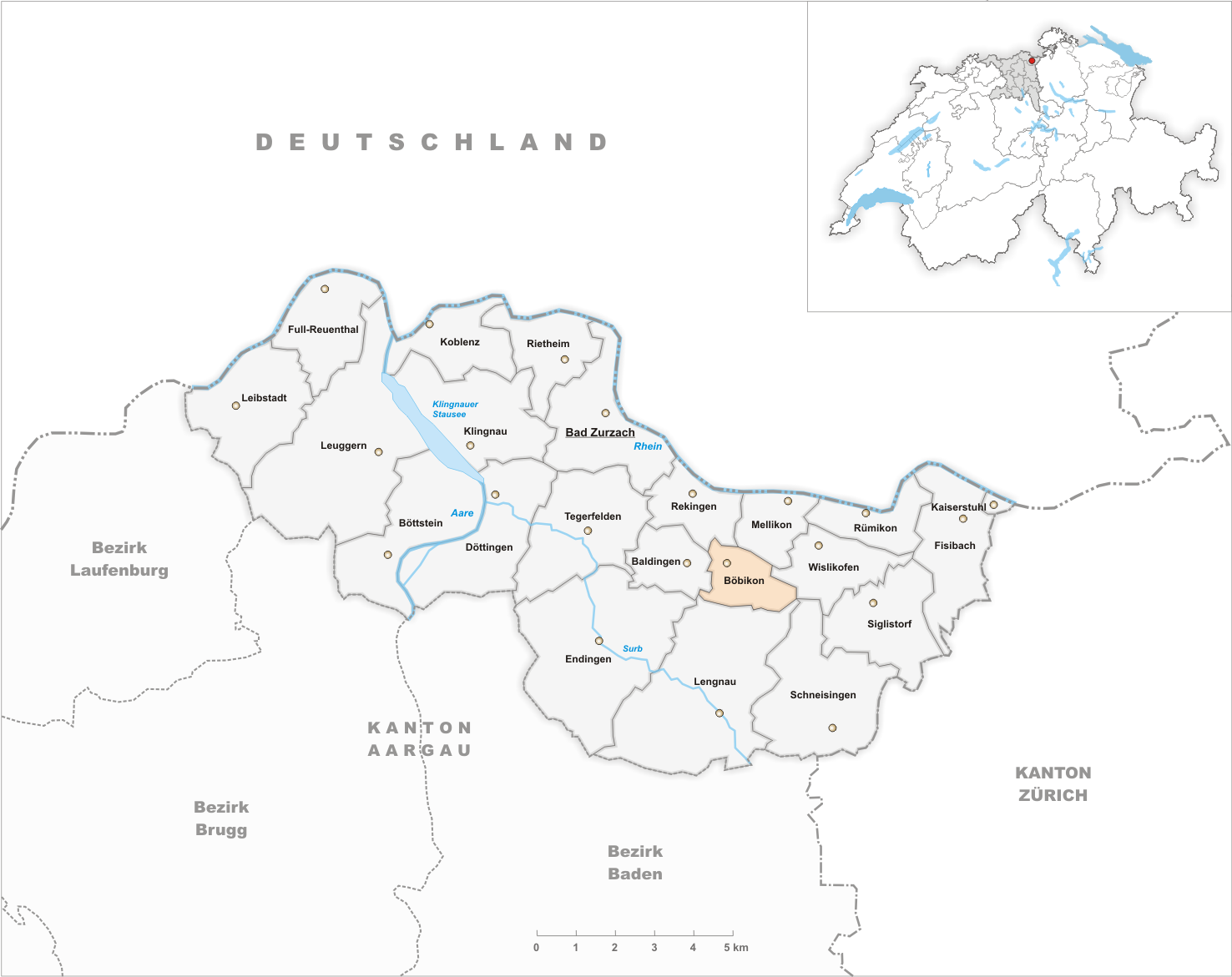
Gemeindestand vor der Fusion am 1. Januar 2022

Böbikon (schweizerdeutsch: ˈbœbikχə) ist ein Ort in der Einwohnergemeinde Zurzach im Schweizer Kanton Aargau. Sie gehört zum Bezirk Zurzach und liegt knapp zwei Kilometer südlich der Grenze zu Deutschland.
Am 1. Januar 2022 fusionierte Böbikon mit den Gemeinden Bad Zurzach, Baldingen, Kaiserstuhl, Rekingen, Rietheim, Rümikon und Wislikofen zur neuen Gemeinde Zurzach.

## Geographie
Die ehemalige Gemeinde liegt inmitten des Tafeljuras in einem schmalen und lang gezogenen, auf alle Seiten hin abgeschlossenen Talkessel. Dieser wird in Ost-West-Richtung vom Chrüzlibach durchflossen, der bei Rekingen in den Hochrhein mündet. Unmittelbar westlich des Dorfes beginnt eine Schlucht, die auf dem Gemeindegebiet eine Tiefe von 50 Metern erreicht und im weiteren Verlauf bis zu 120 Meter tief ist. Die nördliche Gemeindegrenze verläuft entlang dem Grat des steil abfallenden Güggehübucks (556 m ü. M.). Südlich des Bachs steigt das Gelände zur Hochebene des Haslihaus (580 m ü. M.) an. Neben der Hauptsiedlung Böbikon gibt es noch den kleinen Weiler Rütihof (539 m ü. M.) einen Kilometer südöstlich am Rand der Hochebene. Hinzu kommen mehrere Einzelhöfe.
Die Fläche des ehemaligen Gemeindegebiets beträgt 260 Hektaren, davon sind 100 Hektaren bewaldet und 20 Hektaren überbaut. Der höchste Punkt liegt auf 580 Metern auf der Haslihau-Hochebene, der tiefste auf 400 Metern in der Chrüzlibachschlucht. Nachbargemeinden waren Rekingen im Nordwesten, Mellikon im Norden, Wislikofen im Osten, Lengnau im Süden und Baldingen im Westen.

## Geschichte

Luftbild aus 2000 m von Walter Mittelholzer (1923)

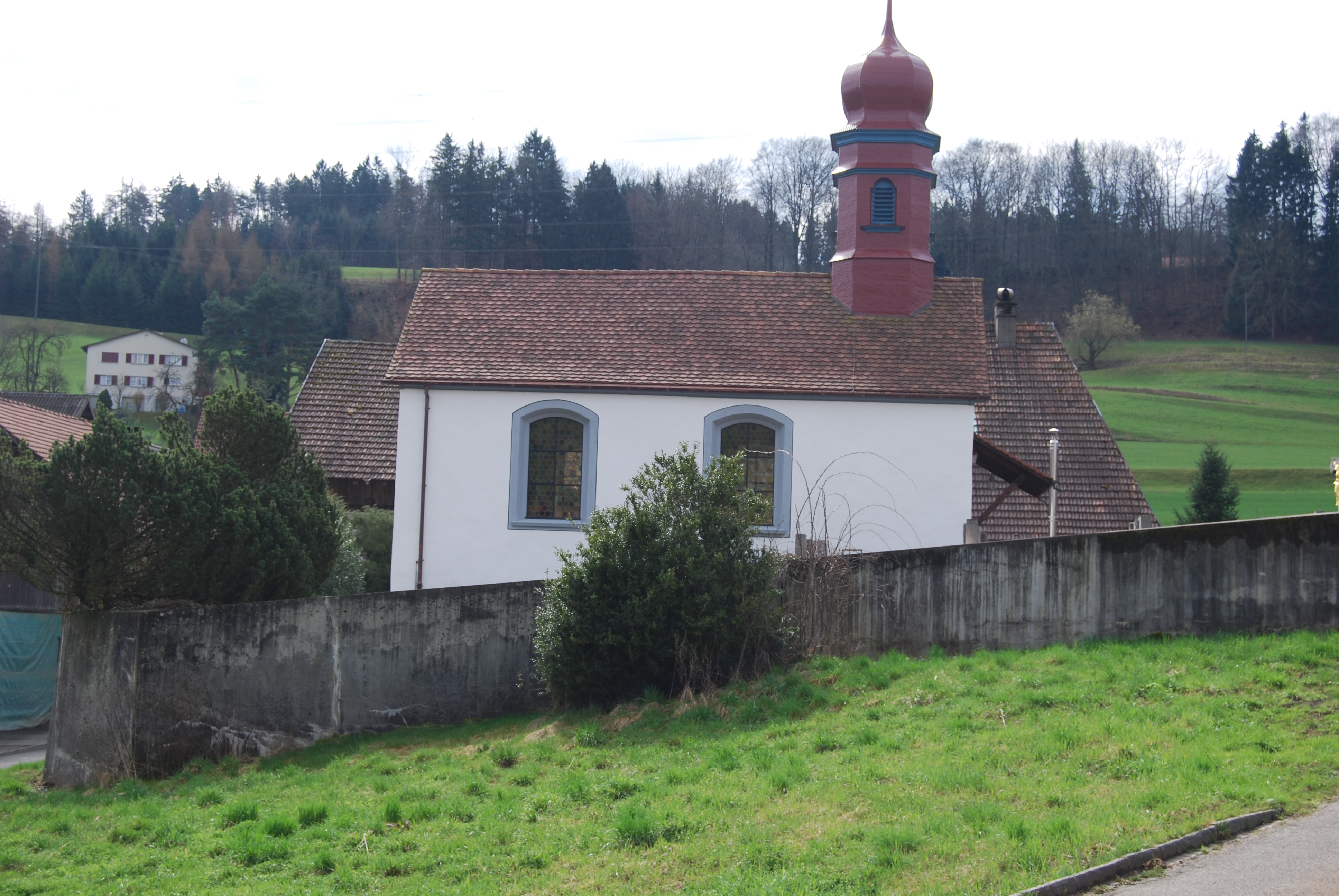
Kirchlein von Böbikon

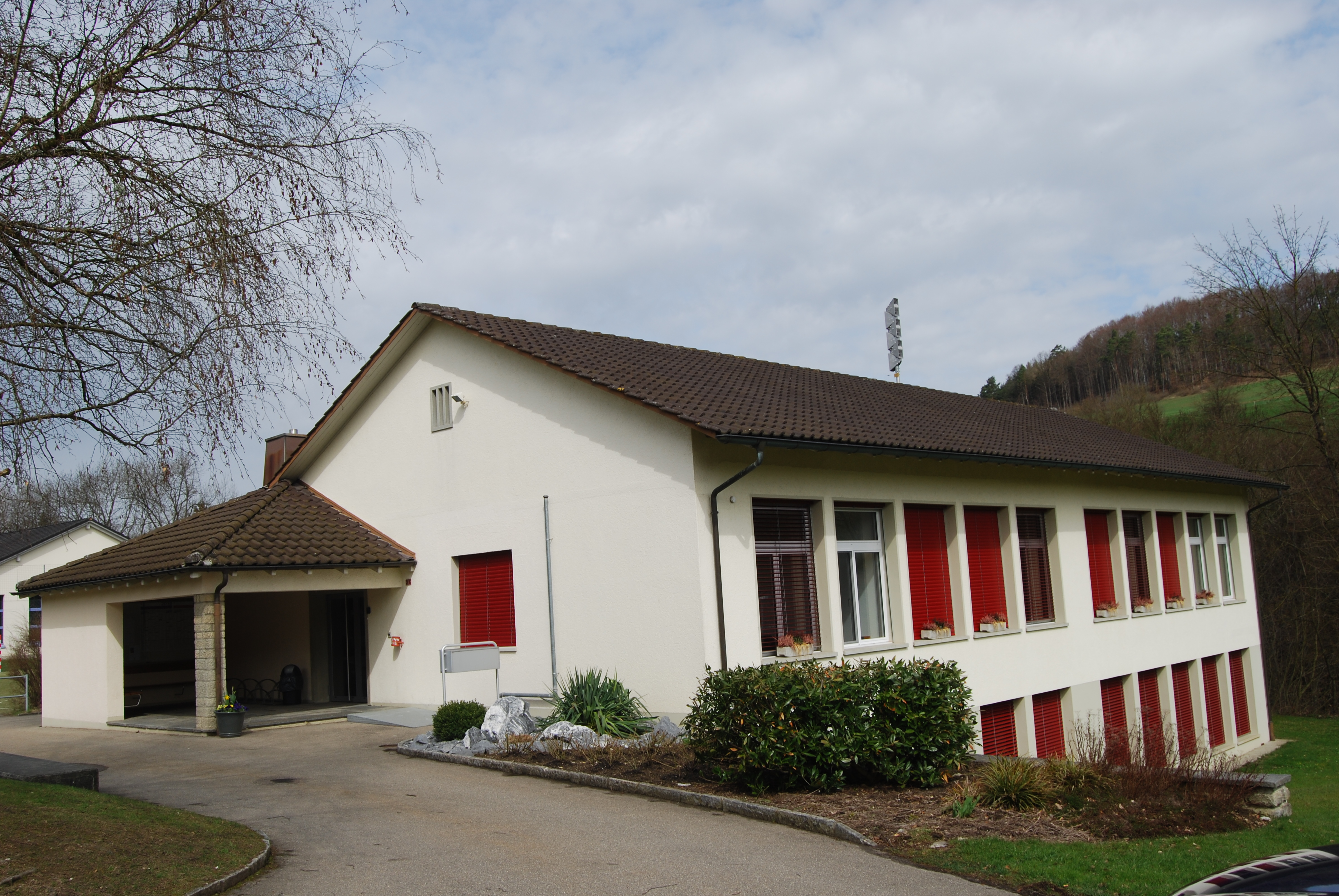
Ehemaliges Gemeinde- und Schulhaus

Die erste urkundliche Erwähnung von Bebikon erfolgte im Jahr 1113. Die Edlen von Waldhausen stifteten damals die Propstei Wislikofen und schenkten zu diesem Zweck dem Kloster St. Blasien umfangreichen Grundbesitz in der Region. Der Ortsname stammt vom althochdeutschen Babinghofun und bedeutet «bei den Höfen des Babo». 1241 erwarb das Kloster einen zusätzlichen Hof in Böbikon. Ein weiterer bedeutender Grundbesitzer war das Chorherrenstift im Zurzacher Verenamünster. Von etwa 1100 bis 1250 bestand am westlichen Dorfrand die kleine, von Ministerialen bewohnte Burg Böbikon.
Die Eidgenossen eroberten 1415 den Aargau; und Böbikon gehörte nun zum Amt Ehrendingen in der Grafschaft Baden, einer Gemeinen Herrschaft. Die niedere Gerichtsbarkeit lag im 14. und 15. Jahrhundert bei den Herren von Liebegg, von 1506 bis 1671 beim Kloster Sion in Klingnau, danach bei Privatleuten. Im März 1798 nahmen die Franzosen die Schweiz ein und riefen die Helvetische Republik aus. Böbikon war zunächst eine Gemeinde im kurzlebigen Kanton Baden, seit 1803 gehört sie zum Kanton Aargau. Bis 1883 war Böbikon ein Teil der Kirchgemeinde Zurzach und bildet seither zusammen mit Baldingen eine eigene Pfarrei.
1844 schrieb der Publizist Franz Xaver Bronner Folgendes über die Gemeinde: «Böbikon, Gemeinde in dem Kirchspiele Wislikofen, Kreises Kaiserstuhl, Bezirks Zurzach. Zu ihr gehört die Ortsbürgerschaft Rütihof, die etwa eine halbe Stunde davon entfernt gegen das Surbthal hin liegt. Beide zählen zusammen 125 männliche, 117 weibliche, miteinander 242 Einwohner in 6 mit Ziegeln, 18 mit Stroh gedeckten Wohnhäusern, nebst 12 mit Ziegeln und 3 mit Stroh gedeckten Nebengebäuden. In dieser Gemeinde gehört auch noch der Weiler Hasle.»
In der ersten Hälfte des 19. Jahrhunderts stieg die Bevölkerungszahl um mehr als das Zweieinhalbfache auf einen seither nie mehr erreichten Höchststand. Diese rasche Zunahme hatte eine Verarmung breiter Schichten zur Folge, weshalb viele Bewohner wegzogen (nicht wenige wanderten nach Übersee aus). Bis 1900 sank die Bevölkerungszahl um über einen Drittel, stagnierte mehrere Jahrzehnte lang und sank dann bis 1980 auf den Tiefststand von 119. Seither ist jedoch wieder eine Zunahme zu verzeichnen. Bis heute ist Böbikon eine landwirtschaftlich geprägte Gemeinde geblieben.
Im Jahr 2000 trat Böbikon der Verwaltungskooperation «Verwaltung2000» bei, welche die Verwaltungsaufgaben von sieben Gemeinden in der Nachbarschaft erledigt. Seit 2014 ist die Gemeinde im Projekt «Rheintal+» involviert, das die Fusion von neun Gemeinden zur Gemeinde Zurzach vorsieht. Nachdem die Gemeindeversammlung am 23. Mai 2019 mit 52 zu 12 Stimmen der Fusion zugestimmt hatte, wurde der Entscheid am 8. September 2019 in einer Volksabstimmung mit 58 zu 37 Stimmen bestätigt. Damit wurde die Fusion am 1. Januar 2022 vollzogen (jedoch ohne Mellikon, das knapp abgelehnt hatte).

## Wappen
Die Blasonierung des Gemeindewappens lautet: «In Blau halbes weisses Mühlrad, überhöht von sechsstrahligem weissem Stern.» Die Gemeinde führte erst 1939 ein Wappen ein, damals war das Mühlrad allerdings rot statt weiss, und dem Stern war eine Pflugschar beigestellt. 1963 wurde das heutige Design angenommen. Es ist abgeleitet vom Wappen von Caspar I. Müller; der Abt von St. Blasien hatte 1565 die Kapelle renovieren lassen und aus diesem Grund sein Familienwappen dort über der Tür angebracht.

## Bevölkerung
Die Einwohnerzahlen entwickelten sich wie folgt:
| Jahr      | 1799 | 1850 | 1900 | 1930 | 1950 | 1960 | 1970 | 1980 | 1990 | 2000 | 2010 | 2020 |
| Einwohner | 102  | 269  | 178  | 161  | 159  | 167  | 144  | 119  | 159  | 183  | 167  | 165  |

Am 31. Dezember 2021 lebten 164 Menschen in Böbikon, der Ausländeranteil betrug 12,2 %. Bei der Volkszählung 2015 bezeichneten sich 49,7 % als römisch-katholisch und 16,4 % als reformiert; 33,9 % waren konfessionslos oder gehörten anderen Glaubensrichtungen an. 98,9 % gaben bei der Volkszählung 2000 Deutsch als ihre Hauptsprache an.

## Politik und Recht
Die Versammlung der Stimmberechtigten, die Gemeindeversammlung, übt die Legislativgewalt aus. Ausführende Behörde ist der fünfköpfige Gemeinderat. Er wird im Majorzverfahren vom Volk gewählt, seine Amtsdauer beträgt vier Jahre. Der Gemeinderat führt und repräsentiert die Gemeinde. Dazu vollzieht er die Beschlüsse der Gemeindeversammlung und die Aufgaben, die ihm vom Kanton zugeteilt wurden. Für Rechtsstreitigkeiten ist in erster Instanz das Bezirksgericht Zurzach zuständig. Böbikon gehört zum Friedensrichterkreis XVII (Zurzach).

## Wirtschaft
In Böbikon gibt es gemäss der im Jahr 2015 erhobenen Statistik der Unternehmensstruktur (STATENT) rund 70 Arbeitsplätze, davon 38 % in der Landwirtschaft, 32 % in der Industrie und 30 % im Dienstleistungssektor. Die meisten Erwerbstätigen sind Wegpendler und arbeiten in Bad Zurzach und Umgebung, teilweise auch in der Region Baden.

## Verkehr
Das Dorf liegt zwar abseits des Durchgangsverkehrs am Ende der Kantonsstrasse 433, doch ist die Hauptstrasse 7 zwischen Basel und Winterthur nur etwas mehr als zwei Kilometer entfernt. Eine schmale Nebenstrasse führt nach Lengnau im Surbtal. Eine Postautolinie verbindet den Bahnhof Bad Zurzach mit Baldingen und Böbikon.

## Bildung
Die ehemalige Gemeinde besitzt keine Schule mehr. Der Kindergarten und die Primarschule können im benachbarten Rekingen besucht werden, sämtliche Oberstufen (Realschule, Sekundarschule und Bezirksschule) in Bad Zurzach. Die nächstgelegenen Gymnasien sind die Kantonsschule Baden und die Kantonsschule Wettingen.

## Persönlichkeiten
- Mirco Saggiorato (* 1988), Radrennfahrer